# Vlag van Auvergne

Vlag van Auvergne

De vlag van Auvergne bestaat uit een geel veld met een rode gonfalone, groen omlijnd. De vlag is gelijk aan het wapenschild.

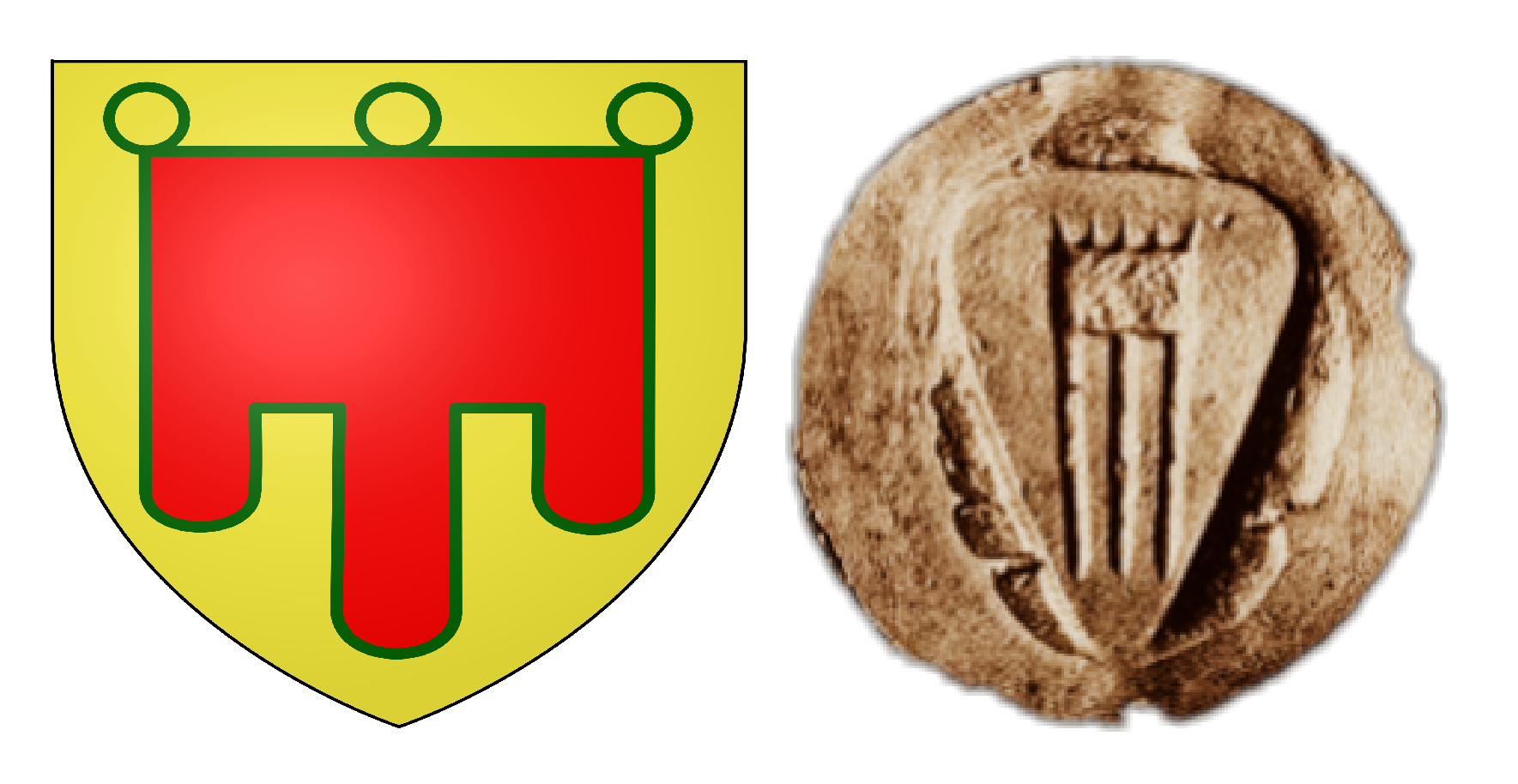
Wapen van graaf Robert IV van Auvergne (12e eeuw).

De vlag vindt zijn oorsprong in het wapen van Auvergne, de gonfalone, dat in de middeleeuwen verscheen, en is er een vexillologische aanpassing van.
Het wapenschild van Auvergne, wordt al minstens sinds de 12e eeuw door de graven van Auvergne gebruikt. De zegels en iconografie van de graven Robert IV en Gwijde II tonen de gonfalone al als het embleem van Auvergne. De oorsprong van dit embleem is niet bekend. Het zou ook het vaandel van de abt van Aurillac kunnen zijn waarrond de ridders van de Auvergne zich verzamelden tijdens de verovering van Jeruzalem.
Naast deze vlag is er een logovlag in gebruik.

Logovlag

De regio maakt na de regionale herindeling per januari 2016 deel uit van de regio Auvergne-Rhône-Alpes. Hierdoor is de vlag niet meer in gebruik.